# أنجيلو أليسيو
أنجيلو أليسيو (بالإيطالية: Angelo Alessio) هو لاعب كرة قدم ومدرب كرة قدم إيطالي في مركز الوسط، ولد في 29 أبريل 1965 في  في إيطاليا. شارك مع منتخب إيطاليا تحت 23 سنة لكرة القدم. أما مع النوادي، فقد لعب مع كوسينزا كالشيو ونادي أفيلينو ونادي باري ونادي بولونيا ونادي مودينا ويوفنتوس.

## وصلات خارجية
- أنجيلو أليسيو على موقع قاعدة بيانات كرة القدم.إي يو (الإنجليزية)
- أنجيلو أليسيو على موقع عالم كرة القدم.نت (الإنجليزية)